# Iman Le Caire
Iman Le Caire es una bailarina, coreógrafa, actriz y activista de derechos LGBT egipcia que vive en la ciudad de Nueva York.

## Biografía
Le Caire era bailarina y coreógrafa en la Ópera de El Cairo cuando tuvo que huir de Egipto para evitar ser perseguida por pertenecer a la comunidad LGBT. En 2008 huyó a Estados Unidos, donde le concedieron asilo político. Vive en la ciudad de Nueva York y trabaja allí como artista, bailarina y actriz. Su activismo la ha convertido en representante de las comunidades LGBT de la ciudad, así como de Fire Island Pines y Cherry Grove.
En 2017, Le Caire apareció en el vídeo musical de Zolita Fight Like a Girl y en 2021 interpretó al personaje de Layla en The Shuroo Process, escrito y dirigido por Emrhys Cooper.
El asesinato de George Floyd en mayo de 2020 y el suicidio de Sarah Hegazi, una lesbiana que había sido encarcelada por exhibir una bandera arcoíris en un concierto denunciando la despiadada represión de Egipto contra los derechos LGBT, instaron a Le Caire a involucrarse de forma más activa en la defensa de los derechos de la comunidad LGTB.
Durante la pandemia de COVID-19, Le Caire ayudó a un gran número de personas transgénero a huir de sus países de origen, donde eran perseguidas. Finalmente, se unió a la Asociación TransEmigrate, que ayuda a las personas transgénero que intentan ir a países más seguros, de la que es responsable de relaciones árabes y miembro del consejo. En 2021, fundó la organización hermana Trans Asylias, que ayuda a personas transgénero a conseguir asilo.

## Premios y reconocimientos
En 2021, Le Caire fue considerada como una de las 100 mujeres del año de la BBC.